# Hafen Palanga
Hafen Palanga (lit. Palangos uostas) war ein Seehafen in der westlitauischen Stadt Palanga an der Ostsee, nördlich der Hafenstadt Klaipėda.

## Geschichte

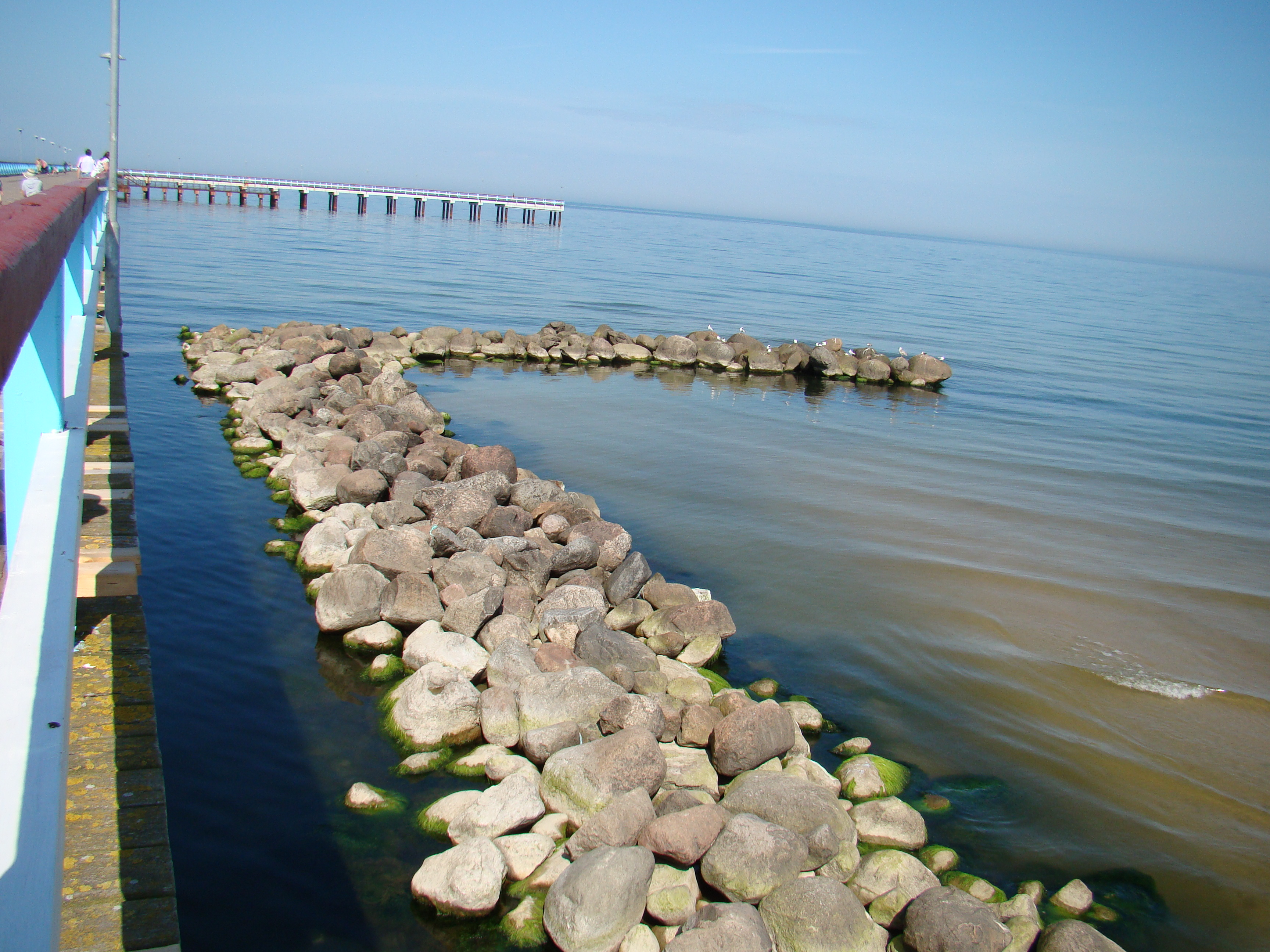
Seebrücke in Palanga

1435 eroberten die Litauer das Gebiet Palanga. Palanga wurde Zentrum einer Starostei und bot über Jahrhunderte den einzigen litauischen Zugang zur Ostsee. 
Nachdem die Engländer vom König Sigismund III. Wasa (1566–1632) das Recht erhielten, den Hafen zu erweitern, bauten sie 1589 eine Seebrücke. Damals gab es Außenhandel mit Manufakturprodukten, Salz, Metallen und Waffen. Aus Litauen exportierte man Getreide, Honig, Lein und Pelze. Es gab Warentausch. Der Hafen Palanga war ein Konkurrent zu den Häfen Riga, Liepāja und Klaipėda. 
1701 überfiel die schwedische Marine die Häfen von Palanga und Šventoji. Ab 1705 benutzte man den Hafen nicht mehr für den Handel.
Im 19. Jahrhundert versuchten die Landgrafen Tiškevičiai vergeblich, die Stadt Palanga als Hafen zu erneuern.